# Жанібекова Ольга Советбаївна
Ольга Советбаївна Жанібекова (каз. Ольга Жанибекова; нар. 15 липня 1986, Актюбінськ, Казахська РСР) — казахська борчиня вільного стилю, бронзова призерка чемпіонату світу, триразова бронзова та срібна призерка чемпіонатів Азії, бронзова призерка Кубку Азії, учасниця Олімпійських ігор. Майстер спорту Казахстану міжнародного класу.

## Життєпис
Спочатку займалася дзюдо. Вільною боротьбою займається з 2002 року. Тренер — Заслужений тренер Республіки Казахстан Тагаберген Сеїтов.
Заступник директора Актюбінської обласної спеціалізованої дитячо-юнацької школи олімпійського резерву.

## Спортивні результати на міжнародних змаганнях

### Виступи на Олімпіадах
| Змагання                    | Збірна    | Вагова категорія          | Місце |
| --------------------------- | --------- | ------------------------- | ----- |
| Літні Олімпійські ігри 2008 | Казахстан | жіноча боротьба, до 72 кг | 13    |

### Виступи на Чемпіонатах світу
| Змагання                        | Збірна    | Вагова категорія          | Місце  |
| ------------------------------- | --------- | ------------------------- | ------ |
| Чемпіонат світу з боротьби 2005 | Казахстан | жіноча боротьба, до 72 кг | 10     |
| Чемпіонат світу з боротьби 2007 | Казахстан | жіноча боротьба, до 72 кг | Бронза |
| Чемпіонат світу з боротьби 2009 | Казахстан | жіноча боротьба, до 67 кг | 15     |
| Чемпіонат світу з боротьби 2010 | Казахстан | жіноча боротьба, до 72 кг | 18     |

### Виступи на Чемпіонатах Азії
| Змагання                       | Збірна    | Вагова категорія          | Місце  |
| ------------------------------ | --------- | ------------------------- | ------ |
| Чемпіонат Азії з боротьби 2005 | Казахстан | жіноча боротьба, до 72 кг | Бронза |
| Чемпіонат Азії з боротьби 2006 | Казахстан | жіноча боротьба, до 72 кг | Бронза |
| Чемпіонат Азії з боротьби 2007 | Казахстан | жіноча боротьба, до 72 кг | Срібло |
| Чемпіонат Азії з боротьби 2008 | Казахстан | жіноча боротьба, до 72 кг | 5      |
| Чемпіонат Азії з боротьби 2010 | Казахстан | жіноча боротьба, до 67 кг | Бронза |

### Виступи на Кубках Азії
| Змагання                   | Збірна    | Вагова категорія          | Місце  |
| -------------------------- | --------- | ------------------------- | ------ |
| Кубок Азії з боротьби 2003 | Казахстан | жіноча боротьба, до 67 кг | Бронза |

### Виступи на інших змаганнях
| Змагання                                                    | Збірна    | Вагова категорія          | Місце  |
| ----------------------------------------------------------- | --------- | ------------------------- | ------ |
| Олімпійський кваліфікаційний турнір з боротьби 2004 (Туніс) | Казахстан | жіноча боротьба, до 72 кг | 20     |
| Гран-прі Німеччини з боротьби 2008                          | Казахстан | жіноча боротьба, до 72 кг | Бронза |

### Виступи на змаганнях молодших вікових груп
| Змагання                                      | Збірна    | Вагова категорія          | Місце  |
| --------------------------------------------- | --------- | ------------------------- | ------ |
| Чемпіонат світу з боротьби серед юніорів 2003 | Казахстан | жіноча боротьба, до 67 кг | 12     |
| Чемпіонат Азії з боротьби серед юніорів 2004  | Казахстан | жіноча боротьба, до 72 кг | Бронза |
| Чемпіонат світу з боротьби серед юніорів 2005 | Казахстан | жіноча боротьба, до 72 кг | 13     |
| Чемпіонат Азії з боротьби серед юніорів 2006  | Казахстан | жіноча боротьба, до 72 кг | Золото |
| Чемпіонат світу з боротьби серед юніорів 2006 | Казахстан | жіноча боротьба, до 72 кг | 7      |